# 严谨 (数学)
数学上，严谨（rigor，mathematical rigor）不同于生活中的严谨，它指数学系统尤指公理系统的完备性和自洽性。
完备性指公理数量不多不少正好可以推理出这门学科的全部结论；自洽性指公理系统内不存在悖论（即既是真又是假的命题）。比如仿射几何加上平行公设就成为欧几里得几何，或者加上第五公设的反命题就成为非欧几何之一，但后两者并不满足完备性要求，只有仿射几何学才是欧几里得几何类中的完备系统。一致性与哥德爾不完備定理并不矛盾，前者断言不存在既真又假的命题，而后者断言存在既不可证明又不可证伪的命题，就好比第五公设之于欧几里得几何，连续统假设之于公理化集合论，选择公理之于策梅洛-弗兰克尔集合论。

## 數學的嚴謹
數學的嚴謹可以應用於數學的證明方法和數學的實踐方法

### 數學證明
數學的嚴謹經常被認為是數學證明的標準。 其的歷史可追溯至希臘時期的數學，特別是歐幾裡得的《幾何原本》。
直到19 世紀，歐幾裡得的《幾何原本》都被視為極其嚴謹和深刻。然而，在19 世紀末，希爾伯特意識到該著作隱含了某些假設，而這些假設無法從歐幾裡得的公理中得到證明。
例如：兩個圓可以相交於一點，某個點在一個角度內，並且圖形可以相互疊加）。
這與數學中的嚴格證明的理念相反，在嚴格證明中，所有假設都需要陳述，並且不能隱含任何內容。因此，數學家用公理系統開發了新的基礎，以解決《幾何原本》中不嚴謹的地方。（例如希爾伯特公理、伯克霍夫公理、塔斯基公理）。

### 物理證明
數學嚴謹對物理學有兩個問題：
1. 有一個普遍的問題，有時被稱為維格納之謎(《The Unreasonable Effectiveness of Mathematics in the Natural Sciences》)：“數學如何普遍適用於自然？”，而一些科學家認為，對於自然的紀錄證明了數學適用於物理研究
2. 有一個關於數學結果與關係是否嚴謹的問題。該問題對量子場論甚為煩人，因為在量子場論中，計算通常會產生無限值，而為解決這些問題，科學家設計了各種不嚴格的解決方法。

物理學中數學嚴謹的兩個問題都引起了科學哲學的廣泛關注。